# Argyrothelaira melancholica
Argyrothelaira melancholica är en tvåvingeart som först beskrevs av Louis-Paul Mesnil 1944.  Argyrothelaira melancholica ingår i släktet Argyrothelaira och familjen parasitflugor. Inga underarter finns listade i Catalogue of Life.